# Gheorghe Clime
Gheorghe Clime (n. 1889; d. 1939) a fost un om politic român, președinte al Partidului Totul pentru Țară. Gheorghe Clime a fost primul conducător al asociației Corpul Muncitoresc Legionar, de la înființarea acestuia în 1936.

## Biografie
Gheorghe Clime s-a născut în 1899 în Com. Oancea, Jud. Covurlui, sat de răzeși în Țara de Jos a Moldovei, pe malul Prutului. De profesie inginer silvic, a absolvit Școala Superioară de Silvicultură de la Brănești. Licențiat în drept, a practicat avocatura în Domnești (Muscel), trăind destul de strâmtorat, dat fiindcă “susținea doar cauzele drepte, iar plata era benevolă”. Încă din timpul cursurilor liceale se apropie de mișcarea naționalistă, de care va rămâne legat până la sfârșitul vieții. Ing. Gheorghe Clime a fost împușcat fără judecată, în ziua de 22 septembrie 1939, la închisoarea din Râmnicu Sărat, în cadrul operațiunii de represalii ordonată de Carol al II-lea după asasinarea de către legionari a primului ministru, Armand Călinescu.

## Activitate politică
Gheorghe Clime s-a înrolat de timpuriu în mișcarea naționalistă, la început în calitate de membru al societății patriotice Avântul, unde l-a cunoscut pe Nae Ionescu, în cadrul întâlnirilor anuale de la Brăila, Galați și Bârlad. Ulterior, se apropie de Prof. A.C. Cuza înrolându-se în Liga Apărării Național-Creștine (LANC), înființată în 4 martie 1923, devenind în scurtă vreme vice-președintele ligii pe Moldova. În 1926, liga aproape se destramă, iar Gheorghe Clime o părăsește, apropiindu-se de Corneliu Zelea Codreanu. Devine colaborator și promotor al primei publicații legionare, Pământul strămoșesc, revista oficială a Legiunii Arhanghelului Mihail, primul număr apărând în 1 august 1927. Este unul din membrii istorici ai Legiunii. În 8 noiembrie 1927, de ziua Sfinților Arhangheli Mihail și Gavril, depune jurământul legionar alături de Corneliu Zelea Codreanu, Ion I. Moța, Ilie Gârneață, Corneliu Georgescu, Radu Mironovici, Hristache Solomon, care a prezidat evenimentul, Gheorghe Clime, Mile (Mille) Lefter, Ion Banea, Victor Silaghi, Nicolae Totu, Alexandru Ventonic, Dumitru Ifrim, Pantelimon Statache, Ghiță Antonescu, Emil Eremiu, Ion Bordeianu, M. Ciobanu, Marius Pop, Mișu Crișan, Popa, Butnaru, Budeiu, I. Tănăsache, Ștefan Budeci, Traian Cotigă și Mihai Stelescu, elev de liceu. (Primul Legământ Legionar)
La alegerile din 17 iulie 1932, ing. Gheorghe Clime, înscris pe listele partidului Garda de Fier, lansat în cursa electorală, obține în sectorul său, Domnești, peste 450 de voturi. După asasinarea primului ministru I.G. Duca în Gara Sinaia, în 29 decembrie 1933, este arestat împreună cu mai mulți membri și apropiați ai Mișcării. În urma procesului din aprilie 1934, este eliberat din închisoarea Jilava, fiind achitat de toate acuzațiile. În același an se mută în București, împreună cu familia, devenind primul Secretar General al Mișcării Legionare. În curând va înființa corpul Răzleți, cu scopul organizării legionarilor din provincie, stabiliți provizoriu în Capitală. La 2 decembrie 1936, Corneliu Zelea Codreanu instituie gradul de “Comandant al Bunei Vestiri”, cel mai înalt în ierarhia legionară. Primii cărora li se va acorda acest grad vor fi membrii fondatori, Ion Moța, Corneliu Georgescu, Ilie Gârneață și Radu Mironovici, alături de ei, în aceeași zi, primind același grad inginerii Gheorghe Clime și Ion Blănaru, împreună cu avocatul Mile (Mille) Lefter.
În 1936 pleacă cu echipa legionară condusă de generalul Gheorghe Cantacuzino-Grănicerul să lupte în Spania contra republicanilor, fiind decorat de generalul Franco. Tot în 1936, devine Șef al Corpului Muncitoresc Legionar (CML), nou înființat, suspectat ulterior de a fi fost infiltrat de comuniști, ipoteză formulată în cursul proceselor din 1941 ale responsabililor de asasinatele de la Jilava, Snagov și Strejnicul. Participă la campania electorală din 1937, în calitate de președinte al Partidului Totul pentru Țară, succedând la conducere generalului Gheorghe Cantacuzino-Grănicerul. Arestat în 1938, va fi condamnat la 7 ani închisoare, în iulie 1938, după condamnare fiind deținut în închisoarea Râmnicu Sărat. Aflat în închisoare, în urma procesului din 1938, Corneliu Codreanu îl desemnează pe ing. Gheorghe Clime drept prim succesor la comanda Mișcării Legionare. Aflat și el în închisoare, ing. Gheorghe Clime, împreună cu nucleul radical din jurul lui Alexandru Cantacuzino va refuza categoric să semneze declarația de "supunere" la politica dictatorială a lui Carol al II-lea, preferând să rămână închis. Mulți alții însă, printre care și cadre de conducere ale Mișcării, vor semna astfel de declarații. Ziarele din epocă sunt pline de astfel de declarații de "supunere" și "adeziune" la noua politică a monarhului. Din închisoare, Gheorghe Clime, împreună cu nucleul radical al Mișcării, va dirija "Comandamentul de prigoană", condus de Constantin Papanace împreună cu prof. Vasile Cristescu.Gheorghe Clime va muri asasinat de autorități în masacrul legionarilor din noaptea de 21-22 sept. 1939. Va fi împușcat primul dintre căpeteniile legionare asasinate la Râmnicu Sărat (au urmat Ing. Aurel Serafim, Nicolae Totu, Gheorghe Istrate, Alexandru Cantacuzino, Sima Simulescu, Av. Cristian Tell, Gheorghe Furdui, Av. Mihail Polihroniade, Dr. Paul Craja și Gheorghe Apostolescu), în baza listelor făcute anterior de Armand Călinescu, fostul prim ministru, împreună cu Gavrilă Marinescu, prefectul poliției și cu Mihail Moruzov, directorul Serviciului Secret de Informații (SSI). A fost înmormântat în Cimitirul Legionar din Predeal.

## Post – mortem
Ing. Gheorghe Clime a fost reabilitat și achitat post-mortem în 1940, în perioada guvernării legionare, prin rejudecarea procesului din 1938. Unul dintre apărători în acest proces a fost avocatul legionar Horia Cosmovici. Procesul a fost revizuit prin Decizia Nr. 4 din 21 noiembrie 1940 a Comisiei pentru revizuirea proceselor politice, în urma căreia 19 fruntași legionari, printre care și ing. Gheorghe Clime (nr. 12 pe listă), au fost achitați de condamnările pronunțate în urma procesului din iulie 1938.  

## Citate
„ În această privință. dacă există cineva, în vreun colț al României, care să fi început înscrierea în vreo listă de subscripție, autorizată sau nu, să mă înscrie și pe mine cu ce pot da: viața.”
(Gheorghe Clime cu ocazia depunerii primului Legământ Legionar)